# معاهدة الاندماج
معاهدة الاندماج تُعرف أيضًا باسم معاهدة بروكسل، هي معاهدة أوروبية وحدت المؤسسات التنفيذية للجماعة الأوروبية للفحم والصلب (ECSC)، والجماعة الأوروبية للطاقة الذرية (Euratom) والجماعة الاقتصادية الأوروبية (EEC). وقعت المعاهدة في بروكسل في 8 أبريل 1965 ودخلت حيز التنفيذ في 1 يوليو 1967.